# Meta Platforms
Meta Platforms, Inc. (anteriormente conocido como Facebook Inc., cuyo nombre comercial es Meta) es una empresa tecnológica multinacional con sede en Menlo Park, California, Estados Unidos. Es la empresa matriz de Facebook, Instagram, WhatsApp, Messenger y Threads. Además, Meta desarrolla y opera tecnologías como Meta AI, Meta Pay y Meta Platforms Technologies que incluye productos de realidad virtual como Meta Quest y Oculus. También ha adquirido Giphy, Mapillary y Oculus VR y tiene una participación del 9,9 % en Jio Platforms. La principal vía de ingresos de la empresa es a través de la venta de anuncios a sus comercializadores.
Fue fundado por Mark Zuckerberg, junto con sus compañeros de cuarto y estudiantes de Harvard, Eduardo Saverin, Andrew McCollum, Dustin Moskovitz y Chris Hughes, originalmente como TheFacebook.com (el actual Facebook). Meta es una de las empresas más valiosas del mundo. Se considera una de las cinco grandes empresas de tecnología junto con Microsoft, Amazon, Apple y Alphabet (Google).

## Historia

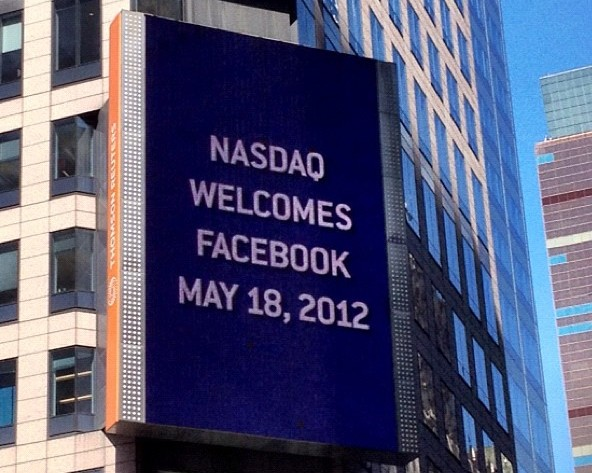
Un cartel publicitario en el edificio de Thomson Reuters da la bienvenida a Facebook a NASDAQ, 2012.

Logotipo de Facebook, Inc. de 2019 a 2021.

Facebook solicitó una oferta pública inicial (OPI) el 1 de febrero de 2012. El prospecto preliminar indicaba que la compañía buscaba recaudar 5000 millones de dólares. El documento anunció que la compañía tenía 845 millones de usuarios activos mensuales y su sitio web presentaba 2700 millones de "me gusta" y comentarios diarios. Después de la OPI, Zuckerberg retendría una participación del 22% en la propiedad de Facebook y poseería el 57% de las acciones con derecho a voto.
Underwriting evaluaron las acciones en 38 dólares cada una, fijando así el precio de la empresa en 104 mil millones de dólares, la valoración más grande hasta la fecha para una empresa que cotiza en bolsa.
El 8 de abril de 2012, Facebook adquirió Instagram por 2000 millones de dólares, y en febrero de 2014 compró el servicio de mensajería móvil WhatsApp por 19 000 millones de dólares. El 1 de mayo de 2018, Facebook anunció sus planes para lanzar un nuevo servicio de citas. Según Mark Zuckerberg: «Hay 200 millones de personas en Facebook identificadas como solteras, así que claramente hay algo que hacer aquí». A raíz del escándalo de minería de datos de Cambridge Analytica, el servicio contará con funciones de privacidad, y tus amigos no podrán ver tu perfil de citas.
El 16 de mayo, un día antes de la OPI, Facebook anunció que vendería un 25% más de acciones de lo previsto originalmente debido a la alta demanda. La OPI recaudó 16 000 millones de dólares, lo que la convierte en la tercera más grande en la historia de Estados Unidos (justo por delante de AT&T Wireless y solo detrás de General Motors y Visa). El precio de las acciones dejó a la compañía con una capitalización de mercado más alta que todas las empresas estadounidense, superando a compañías como Amazon, McDonald's, Disney y Kraft Foods, e hizo que las acciones de Zuckerberg valieran 19 000 millones de dólares.
Se negociaron acciones en la bolsa, lo que empezó el 18 de mayo, se retrasó ese día debido a problemas técnicos con la bolsa NASDAQ. Las acciones lucharon por mantenerse por encima del precio de la OPI durante la mayor parte del día, lo que obligó a los suscriptores a recomprar acciones para mantener el precio. En la campana de cierre, las acciones se evaluaron en 38,23 dólares, solo 0,23 centavos por encima del precio de la OPI y 3.82 dólares por debajo del valor de la campana de apertura. La apertura fue ampliamente descrita por la prensa financiera como una decepción. No obstante, la acción estableció un nuevo récord para el volumen de negociación de una OPI. El 25 de mayo de 2012, la acción finalizó su primera semana completa de cotización a 31,91 dólares, un descenso del 16,5%.
El 22 de mayo de 2012, los reguladores de la Financial Industry Regulatory Authority (FINRA) de Wall Street anunciaron que habían comenzado a investigar si los bancos que suscribían a Facebook habían compartido información de manera inadecuada solo con clientes seleccionados, en lugar del público en general. Las acusaciones provocaron "furia" entre algunos inversores y llevaron a la presentación inmediata de varias demandas, una de ellas, una demanda colectiva que reclama más de 2500 millones de dólares en pérdidas debido a la OPI. Bloomberg estimó que los inversores minoristas pueden haber perdido aproximadamente 630 millones de dólares en acciones de Facebook desde su debut.
Standard & Poor's añadió a Facebook, Inc. a su índice S&P 500 el 21 de diciembre de 2013.
En mayo de 2019, Facebook fundó Libra Networks. Se esperaba que un consorcio de empresas junte 10 millones de dólares cada uno para financiar el lanzamiento de la criptomoneda llamada Libra. Posteriormente se vendieron los activos relacionados con esta empresa.
En octubre de 2021, se informó a través de la prensa, que la empresa matriz de Facebook (hasta ese entonces llamada Facebook, Inc.) planeaba cambiar su nombre para «reflejar su enfoque en la construcción del metaverso»; siendo rebautizado como Meta más tarde ese mes el 28 de octubre. La palabra «meta» proviene del idioma griego y significa «más allá», lo que indica el motivo futurista.
Después de un período de intenso escrutinio y filtraciones dañinas de denunciantes, el 21 de octubre de 2021 comenzaron a surgir noticias sobre el plan de Facebook para cambiar el nombre de la empresa. En la convocatoria de ganancias del tercer trimestre de 2021, el 25 de octubre, Mark Zuckerberg discutió las críticas continuas a los servicios sociales de la compañía y la forma en que opera, y señaló los esfuerzos decisivos para construir el metaverso, sin mencionar el cambio de marca y el cambio de nombre. La visión metaversa y el cambio de nombre de Facebook, Inc. a Meta Platforms se introdujo en Facebook Connect el 28 de octubre de 2021. Los medios de comunicación informaron que la empresa matriz planeaba cambiar su nombre para "reflejar su enfoque en la construcción del metaverso, una extensión digital del mundo físico a través de las redes sociales, la realidad virtual y las funciones de realidad aumentada". El 28 de octubre de 2021 el conglomerado fue rebautizado como Meta Platforms, Inc.
"Meta" había sido registrada como una marca registrada en los Estados Unidos en 2018 (después de una presentación inicial en 2015) para la comercialización, publicidad y servicios informáticos, por una empresa canadiense que proporciona datos de gran análisis de la literatura científica. Esta empresa había sido adquirida en 2017 por la Iniciativa Chan Zuckerberg (CZI), una fundación establecida por Zuckerberg y su esposa Priscilla Chan, que se convirtió en uno de sus proyectos. Tras el anuncio de cambio de marca de Facebook / Meta, CZI anunció que ya había decidido despriorizar el proyecto anterior de Meta, que transferiría sus derechos sobre el nombre a Meta Platforms y que el proyecto finalizaría en 2022.
En noviembre de 2022, Meta anunció una gran ola de despidos sin precedentes; 11 mil trabajadores fueron separados de sus cargos, debido a las pérdidas económicas que ha tenido la compañía. En el mismo mes, le fue impuesta una multa de 275 millones de dólares por la Comisión de Protección de Datos de Irlanda por violar las reglas de privacidad europeas. En marzo de 2023, Meta anunció una nueva ola de despidos, recortando 10 mil plazas. Mark Zuckerberg se refirió al 2023 como un "año de eficiencia" para la compañía.
En 2025 Zuckerberg anunció una inversión de $60 millardos de dólares en infraestructura de inteligencia artificial, a ejecutarse ése mismo año.

## Compras
A lo largo de su existencia, Facebook ha adquirido varias empresas:
- Una de sus primeras adquisiciones importantes ocurrió en abril de 2012 cuando Facebook adquirió Instagram por 1000 millones de dólares.[57]
- En febrero de 2014, Facebook anunció que compraría la empresa de mensajería móvil WhatsApp por 19 000 millones de dólares en efectivo y acciones.[58][59] Ese mismo año, compró la empresa de realidad virtual Oculus VR por 2300 millones de dólares en acciones y efectivo,[60] que lanzó su primer casco de realidad virtual para consumidores en 2016.
- A fines de julio de 2019, la compañía anunció que estaba bajo una investigación antimonopolio por parte de la Comisión Federal de Comercio.[61]
- A fines de noviembre de 2019, Facebook anunció la compra del desarrollador de juegos Beat Games, responsable de desarrollar uno de los títulos de realidad virtual más populares del año, Beat Saber.[62]
- En abril de 2020, Facebook anunció un acuerdo de 5700 millones de dólares, con el conglomerado multinacional indio Reliance Industries para comprar aproximadamente el 10% de Jio Platforms, la entidad de servicios y medios digitales de Reliance Industries.[63]
- En mayo de 2020, Facebook anunció que habían adquirido Giphy por un precio en efectivo informado de 400 millones de dólares.

## Organización
El personal de administración clave de Facebook consiste en:
- Mark Zuckerberg (presidente y director ejecutivo)
- Javier Olivan (director de operaciones)
- Andrew Bosworth (director de tecnología)
- Susan Li (directora financiera)
- Chris Cox (director de producto)[65]
- Jennifer Newstead (directora legal)

Para diciembre de 2020, Meta tenía 58 604 empleados, con un aumento del 30.8% anual.

## Ingresos
Facebook ocupa el puesto 76 en la lista Fortune 500 de 2018 de las compañías más grandes de Estados Unidos por ingresos. La mayoría proviene de la publicidad. Un análisis de los datos de 2017 determinó que la empresa ganó 20,21 dólares por cada usuario de publicidad.
En febrero de 2015, Facebook anunció que había alcanzado los dos millones de anunciantes activos, donde la mayor parte de las ganancias provenían de las pequeñas empresas. Un anunciante activo es un anunciante que se ha anunciado en la plataforma de Facebook en los últimos 28 días. En marzo de 2016, Facebook anunció que llegó a tres millones de anunciantes activos con más del 70% de fuera de EE. UU. El marketing en Facebook se emplea a través de dos métodos basados en los hábitos de navegación, los me gusta y las acciones, y los datos de compra de la audiencia, a saber, las audiencias objetivo y las audiencias "similares".
En el 2022, los ingresos de Meta cayeron por primera vez desde que se convirtió en compañía pública en el 2012, con un descenso del 1% en sus ingresos del segundo trimestre del año.

## Oficinas

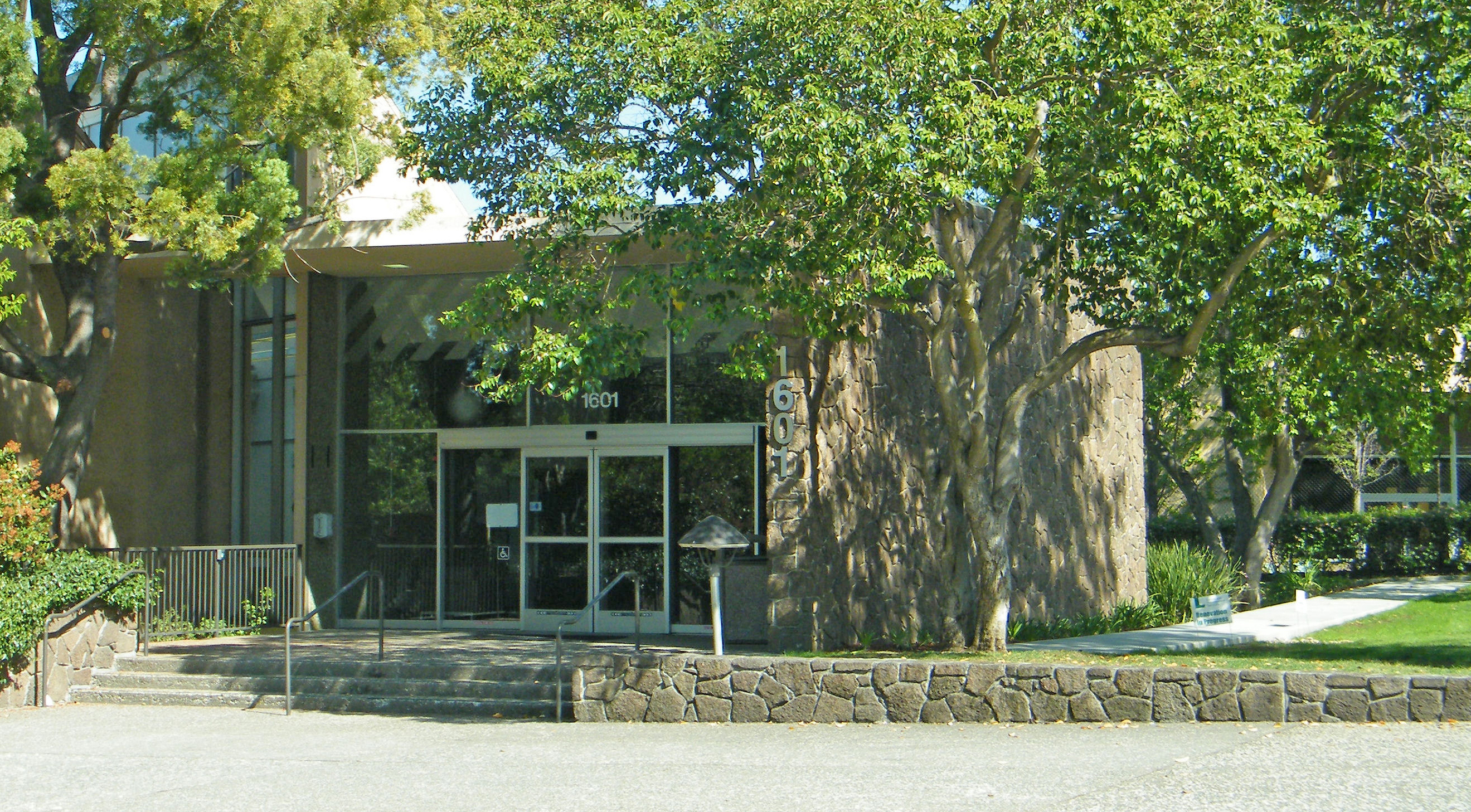
Entrada al vestíbulo del edificio de oficinas en 1601 California Avenue en Palo Alto. Facebook se mudó a este edificio el 14 de mayo de 2009.

La sede central de Meta se encuentra en Menlo Park, California. También tiene oficinas en Austin y Dublín.
En 2010, Facebook abrió su cuarta oficina en Hyderabad, India. En 2017 abrió oficinas en Londres, Inglaterra, y al año siguiente en Cambridge (Massachusetts). A 2019, poseía 16 centros de datos repartidos en Estados Unidos, Irlanda, Suecia y Dinamarca.

## Sesgo y desinformación
El gobierno de Israel dispone en la dirección de Meta de una persona que defiende sus intereses al más alto nivel, un privilegio que muy pocos otros gobiernos tienen. La persona que ocupa el cargo desde 2016, Jordana Cutler, trabajó anteriormente para el partido Likud del primer ministro Bernjamin Netanyahu. Cuando el grupo Students for Justice in Palestine organizó protestas contra Israel en universidades estadounidenses, Cutler pidió personalmente la censura de sus publicaciones en Instagram. También ha pedido borrar vídeos que daban el punto de vista de palestinos o libaneses en sus conflictos con Israel. El 20 de diciembre de 2023, durante el genocidio de Gaza, la ONG Human Rights Watch acusó a Meta de «censura sistémica del contenido palestino», documentando la eliminación y supresión de discursos a favor del pueblo palestino en Facebook e Instagram, incluida la expresión pacífica en apoyo de Palestina y el debate público sobre los derechos humanos palestinos.En junio de 2024, el diario israelí Haaretz reveló una campaña del gobierno israelí para inundar con propaganda a su favor a diputados y senadores afroamericanos de Estados Unidos a través de cuentas falsas de Facebook e Instagram.
La responsable en Meta de las relaciones con India dimitió en 2020 cuando la prensa reveló que había tratado de favorecer al Partido Popular Indio (por entonces en el gobierno) en la aplicación de las reglas de Facebook contra el discurso de odio.
En marzo de 2024, el Center for Countering Digital Hate publicó un informe criticando a Meta por restringir el acceso a información confiable sobre salud reproductiva en regiones como África, Asia y América Latina. Según el informe, la compañía bloquea anuncios educativos relacionados con el aborto seguro y permite la difusión de desinformación, lo que intensifica desigualdades en países en desarrollo, y carece de transparencia en sus políticas de moderación.
El Chief Technology Officer de Meta, Andrew Bosworth, fue nombrado teniente coronel del ejército de los Estados Unidos en 2025 para asesorar a tiempo parcial al Detachment 201 de dicha institución.